# Liste des pays fournissant des armes à Israël
Vous pouvez aider à l'améliorer ou bien discuter des problèmes sur sa page de discussion.
 (juin 2025).
Bien que possédant une industrie de défense nationale robuste, Israël, dépend fortement des importations d’armes étrangères, en particulier pour les avions de pointe, les missiles et les technologies militaires clés[réf. nécessaire].
Pendant la guerre de Gaza qui a débuté en octobre 2023, la fourniture d’armes à Israël a fait l’objet d’une attention et de débats internationaux.
Les États-Unis sont le plus grand fournisseur d’équipements militaires d’Israël, représentant environ 69 % des importations d’armes conventionnelles d’Israël entre 2019 et 2023.
L’aide militaire américaine comprend des avions de pointe, des armes guidées, des systèmes de défense antimissile tels que Iron Dome et d’autres technologies de défense.
L'Allemagne est le deuxième plus grand fournisseur, représentant environ 30% des importations d'armes d'Israël au cours de la même période. Les exportations allemandes comprennent des composants de défense aérienne, des munitions et des technologies pour le développement d’armes.
Alors que certaines exportations d’armes allemandes ont été temporairement suspendues en 2024 en raison de problèmes juridiques, les livraisons ont repris plus tard dans l’année.

## Les États-Unis
Depuis sa fondation, Israël a reçu environ 310 milliards de dollars (corrigés de l’inflation) d’aide économique et militaire totale des États-Unis, ce qui en fait le plus grand bénéficiaire cumulé de l’aide étrangère américaine.
Selon le rapport de l’Institut International de Recherche sur la Paix de Stockholm (SIPRI - Stockholm International Peace Research Institute), les États-Unis sont le principal fournisseur d’armes d’Israël, représentant 69 % des principales importations d’armes conventionnelles d’Israël entre 2019 et 2023.
Les États-Unis fournissent chaque année à Israël environ 3,8 milliards de dollars d’aide militaire. Israël a été le plus grand bénéficiaire de l’aide financière américaine à l’étranger depuis la Seconde Guerre mondiale, recevant un montant cumulé de 158 milliards de dollars jusqu’en 2023 (montants ajustés de l’inflation).
En 2016, les États-Unis et Israël ont signé leur troisième protocole d’accord de 10 ans sur l’aide militaire, s’engageant à fournir 38 milliards de dollars jusqu’en 2028. Cela comprend 33 milliards de dollars d’aide militaire étrangère et 5 milliards de dollars supplémentaires destinés à la défense antimissile. Cet accord est  historique entre les deux nations. Israël a utilisé cette aide pour financer des commandes de 75 avions de combat interarmées F-35 et d’avions furtifs. Elle a utilisé des programmes de défense antimissile, notamment les systèmes développés conjointement Iron Dome, Arrow et David's Sling. Les États-Unis fournissent à Israël une gamme d’équipements militaires, notamment des missiles de défense aérienne Iron Dome, des bombes de petit diamètre, des kits JDAM pour convertir des bombes non guidées en armes guidées par GPS, des hélicoptères de transport lourd CH-53 avancés et des ravitailleurs aériens KC-46.
Israël a acquis des missiles guidés ASER pour sa flotte d'hélicoptères de combat Apache, ainsi que des obus de 155 mm, des dispositifs de vision nocturne, des munitions anti-bunker et de nouveaux véhicules militaires.
Les États-Unis fournissent également des informations et des conseils militaires à Israël.

## Allemagne
Selon le SIPRI, l’Allemagne est le deuxième fournisseur d'arme d’Israël, représentant 30 % des importations d’armes d’Israël entre 2019 et 2023.
Selon un rapport du Ministère Fédéral de la Coopération Economique et du Développement (BMZ : Bundesministerium für wirtschaftliche Zusammenarbeit und Entwicklung), les exportations allemandes de matériel de défense vers Israël, d'une valeur d'environ 353 millions de dollars, ont jusqu'à présent été multipliées par près de 10 par rapport à l'année dernière. L'agence de presse allemande (DPA - Deutsch Press Argentur) rapporte que l'Allemagne fournit des composants de systèmes de défense aérienne et des équipements de communication à Israël. Les armes exportées comprenaient 3 000 armes antichars portables et 500 000 cartouches pour armes à feu automatiques ou semi-automatiques. La plupart des licences d’exportation ont été accordées pour des véhicules terrestres et des technologies destinées au développement, à l’assemblage, à la maintenance et à la réparation d’armes,,.

## Italie
Selon le SIPRI, l'Italie fait partie des trois principaux fournisseurs d'armes d'Israël, derrière les États-Unis et l'Allemagne, représentant 1 % des importations d'armes d'Israël de 2019 à 2023. Les ventes d'armes et de munitions à Israël se sont élevées à 13,7 millions d'euros l'année dernière, selon le magazine Altreconomia, qui cite l'Institut national italien de la statistique (ISTAT - Istituto nazionale di statistica). Les exportations italiennes vers Israël comprennent des hélicoptères et de l’artillerie navale. Le gouvernement italien a assuré qu'il honorait les contrats précédents et a examiné les ventes au cas par cas afin de se conformer à une loi interdisant la vente de munitions à des pays en guerre ou à ceux accusés de violations des droits de l'homme.

## Royaume-Uni
La valeur totale des exportations britanniques vers Israël n’est pas précise. En 2022, les licences d'exportation d'armes approuvées par le Royaume-Uni vers Israël valaient 52,5 millions de dollars, mais 10 licences « ouvertes » ont également été délivrées avec une valeur illimitée, la valeur réelle de l'exportation n'est pas claire. Entre l’ attaque menée par le Hamas contre Israël le 7 octobre et le 31 mai, selon les statistiques gouvernementales, la Grande-Bretagne a délivré plus de 108 licences d’exportation d’armes à Israël. L'association à but non lucratif Campaign Against Arms Trade a calculé que des licences d'exportation d'armes d'une valeur de 574 millions de livres sterling ont été accordées à Israël depuis 2008, mais ce chiffre ne tient pas compte de la valeur des licences ouvertes. En décembre 2023, l'organisation palestinienne de défense des droits humains Al-Haq et le Global Legal Action Network, basé au Royaume-Uni, ont lancé une action en justice concernant le rôle du Royaume-Uni dans les ventes d'armes à Israël, appelant le Royaume-Uni à cesser d'accorder des licences d'exportation d'armes à Israël, après que leurs demandes écrites de suspension des ventes d'armes après l'attaque du 7 octobre ont été ignorées. Plus tard, les deux principales organisations britanniques de défense des droits de l’homme, Amnesty International et Human Rights Watch, ont rejoint la campagne. Les appels à la fin des ventes d'armes à Israël se sont intensifiés après que trois citoyens britanniques ont été tués lors d' une attaque israélienne contre un convoi d'aide humanitaire de World Central Kitchen dans le centre de Gaza.
Selon la Campagne contre le commerce des armes, BAE Systems, le plus grand entrepreneur de défense en Europe et le septième au monde, fournit environ 15 % des composants de l'avion de combat furtif F-35 utilisé par Israël et qui a été utilisé lors du récent bombardement de Gaza.

## Canada
Trudeau a admis fin janvier que le Canada avait autorisé des exportations militaires vers Israël après la guerre du 7 octobre. Selon Al Jazeera, le gouvernement canadien a approuvé au moins 21 millions de dollars de nouvelles licences pour des exportations militaires vers Israël dans les premiers mois de la guerre. Certains produits vendus comprennent des bombes, des torpilles, des roquettes et d’autres engins explosifs, ainsi que des équipements et accessoires connexes.
Le 5 mars 2023, des défenseurs des droits de l’homme et des défenseurs pro-palestiniens au Canada ont intenté une action en justice contre le gouvernement fédéral pour empêcher les entreprises de les autoriser à exporter des biens et des technologies militaires vers Israël.

## Inde
Selon la chaîne d'information indienne TV9 Hindi, le gouvernement indien a livré plusieurs drones Hermes 900 connus sous le nom de « tueurs » à Israël à une date non précisée par Adani-Elbit Advanced Systems India pour répondre aux besoins d'Israël dans la guerre de Gaza,.
Selon les rapports d'AL Jazeera citant des documents divulgués du Parlement européen, l'Inde exporte des roquettes et des explosifs vers Israël dans le cadre de la guerre de Gaza. Des vidéos des restes d'un missile après qu'Israël a bombardé l'abri de l'ONU dans le camp de réfugiés de Nuseirat, montrent que certains de ses composants ont été fabriqués en Inde.
Le 2 avril 2024, citant des sites de suivi maritime, un cargo indien nommé Borkum a quitté Chennai, dans le sud-est de l'Inde, et a fait le tour de l'Afrique pour éviter la crise de la mer Rouge. Le 15 mai 2024, l'arrêt du cargo Borkum au large des côtes espagnoles, à quelques kilomètres de Carthagène, a déclenché des manifestations pro-palestiniennes qui réclamaient une inspection du navire.
Un groupe de politiciens de gauche a également envoyé une lettre au président espagnol, Pedro Sánchez, lui demandant d'empêcher l'accostage du navire. Avant que les autorités espagnoles ne puissent prendre position, le Borkum a annulé son escale prévue et a continué vers le port slovène de Koper.
Selon les codes d'identification identifiés dans les documents publiés par la Palestine Solidarity Campaign, le Borcom contenait 20 tonnes de moteurs de fusée, 12,5 tonnes de roquettes avec charges explosives, 1 500 kg (3 300 livres) de substances explosives et 740 kg (1 630 livres) de charges et de propulseurs pour canons,.
- Liste de l'aide militaire à Israël pendant la guerre de Gaza
- Liste des entreprises impliquées dans la guerre de Gaza
- Embargos sur les armes imposés à Israël
- Américains d'origine israélienne
- Industries d'armement israéliennes
- Équipement militaire d'Israël